# Isidora Sekulić
Pour les articles homonymes, voir Sekulić.
Isidora Sekulić (en serbe cyrillique : Исидора Секулић ; née le 17 février 1877 à Mošorin et morte le 5 avril 1958 à Belgrade) était une poétesse et une écrivaine serbe. Elle a été membre de l'Académie serbe des sciences et des arts.

## Hommages

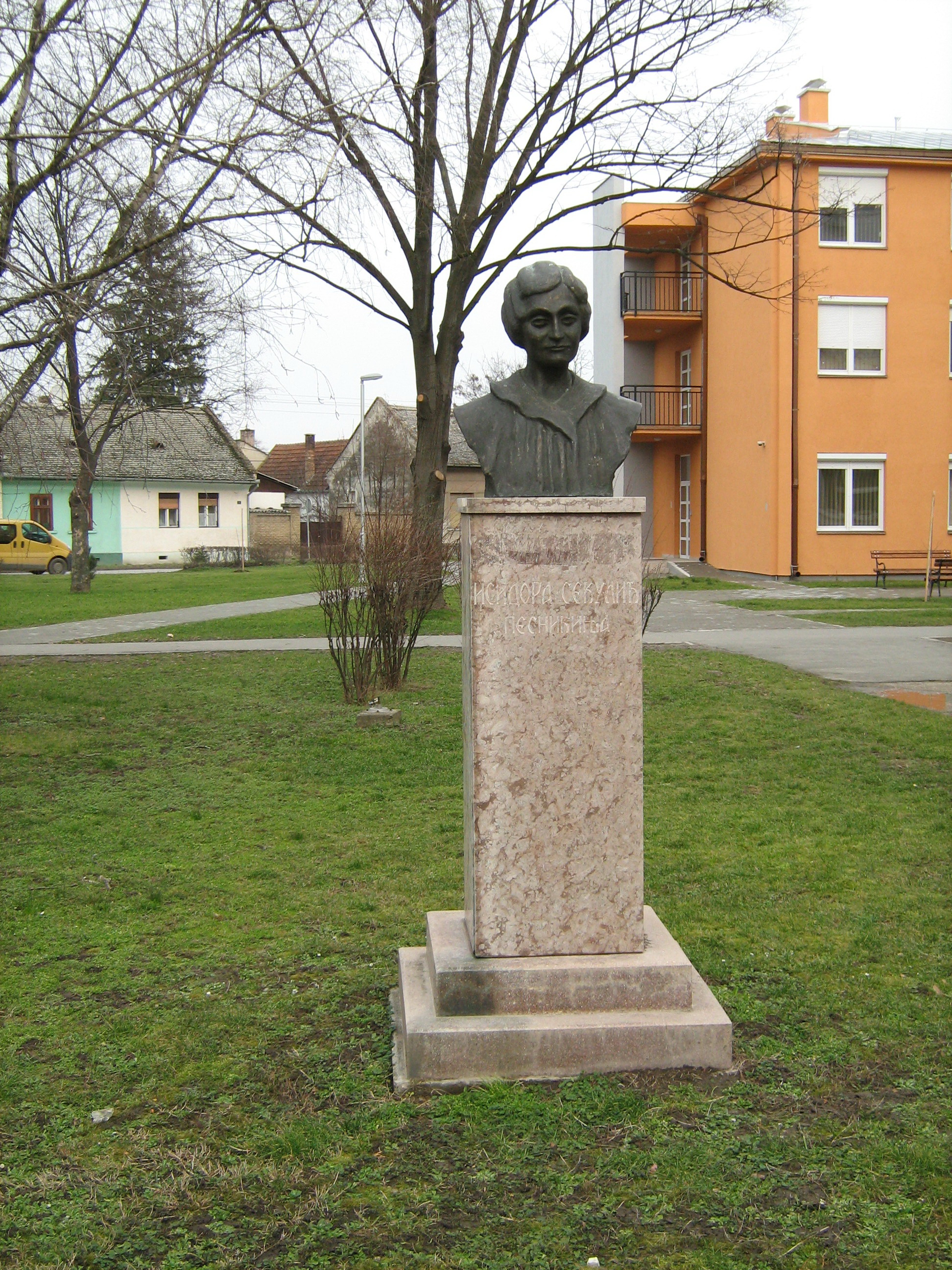
Buste d'Isidora Sekulić devant la Faculté de pédagogie de l'université de Novi Sad à Sombor

Depuis 1967, un prix Isidora Sekulić est attribué chaque année par la municipalité de Savski venac à Belgrade, destiné à récompenser un écrivain serbe. La maison d'Isidora Sekulić, dans la même municipalité, est inscrite sur la liste des biens culturels de la Ville de Belgrade.

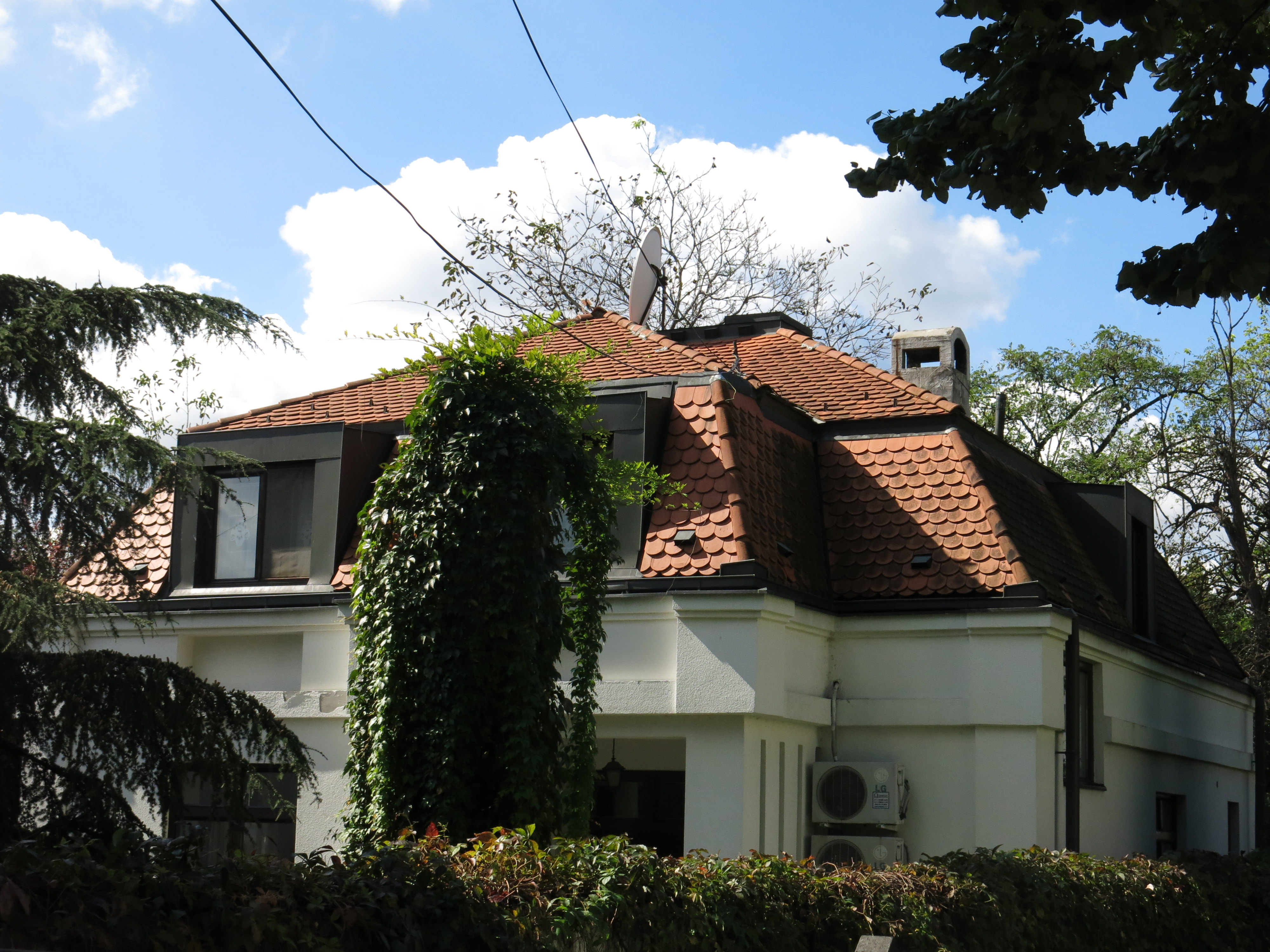
La maison d'Isidora Sekulić à Belgrade

Par son nom, le lycée Isidora Sekulić de Novi Sad rend hommage à l'écrivaine.